# Rugghubelhütte
Die Rugghubelhütte ist eine Schutzhütte der Sektion Titlis des Schweizer Alpen-Clubs (SAC) im Gemeindegebiet von Engelberg im Schweizer Kanton Obwalden. Sie liegt nahe am Gipfel des Rugghubels auf einer Höhe von 2290 m ü. M. in den Urner Alpen.

## Geschichte
Die Rugghubelhütte wurde für die Schweizerische Landesausstellung 1883 in Zürich erstellt. Als diese zu Ende war, wurde die einfache Holzhütte zerlegt und auf dem Rugghubel neu aufgebaut. Seither wurde der Bau mehrmals erneuert und erweitert; aus der einfachen Hütte wurde das heutige, grosse, aus Steinen gemauerte Haus. Lange Jahre hatte die Hütte keine Wasserversorgung; das Wasser musste über einen Kilometer herangeschafft werden. 1932 und 1947 wurde daher eine Wasserleitung gebaut: zunächst bis auf 300 m Entfernung zur Hütte, schliesslich direkt an die Hütte heran. 1979 folgte eine grundlegende Erneuerung der sanitären Infrastruktur: die Toiletten, bis dahin etwas abseits auf einem Felsen gelegene Plumpsklos, wurden ins Gebäude integriert, eine Dusche eingebaut und eine hygiene- und umweltgerechte Abwasser- und Fäkalienentsorgung eingerichtet.
Seit ihrer Errichtung verzeichnet die Hütte mehr als 125'000 Übernachtungsgäste.

## Zugänge und weitere Informationen
Die Hütte wird mit Hilfe von Mulis ver- und entsorgt (Stand 2008).